# Lawrence Krauss
Lawrence Maxwell Krauss, conosciuto anche come Lawrence M. Krauss (New York, 27 maggio 1954), è un fisico, astronomo e saggista statunitense. 
È professore in pensione (dal 2019) di fisica, di astronomia ed ex direttore del dipartimento di fisica alla Case Western Reserve University. Ha insegnato fino al 2018 alla Arizona State University. Krauss è anche un rappresentante del movimento filosofico del nuovo ateismo.

## Biografia

### Origini e studi
Krauss è nato New York ma è cresciuto a Toronto, Ontario, Canada. Si è laureato in matematica e fisica alla Carleton University (Ottawa) nel 1977, e ha ottenuto un Ph.D. in fisica al Massachusetts Institute of Technology nel 1982.

### Docenza
Ha insegnato in diverse università. Dal 2008 al 2018 ha ricoperto la cattedra di fisica teorica all'Arizona State University.

### Accuse di molestie e pensionamento
Sull'onda del movimento Me Too volto a denunciare le molestie di genere in ambienti di lavoro, Krauss è stato accusato di molestie sessuali verbali (battute sessiste) e fisiche (tentativi di abuso sessuale e di approccio) da alcune donne. Krauss ha sostenuto di non aver commesso alcuna molestia, e non è stata avviata alcuna azione legale ma solo un procedimento disciplinare interno di violazione del codice di condotta il 7 marzo 2018; Krauss venne messo in ferie retribuite.
L'università lo ha ritenuto responsabile per la sola accusa di «condotta inappropriata» nel corso di un evento pubblico del 2016, quando Krauss avrebbe afferrato con troppa veemenza una donna (secondo lui abbracciato). Il procedimento si è estinto senza sanzioni di licenziamento o multe, poiché il fisico si è dimesso volontariamente, per tutelarsi e come gesto di protesta, dall'insegnamento all'Arizona State University il giorno 22 ottobre 2018. L'università doveva al docente più di 250.000 dollari di stipendio fino alla scadenza del contratto a maggio 2019. È stato raggiunto subito un accordo per cui Krauss venne messo in congedo volontario retribuito fino alla suddetta data, percependo 265.000 dollari, onde evitare cause legali contro l'ateneo, da cui Krauss si riteneva ingiustamente maltrattato, sostenendo di essere vittima di calunnia, avallata dall'Università. Il 27 maggio, al compimento dei 65 anni Krauss è andato in pensione per limite di età, senza ottenere il ruolo di professore emerito. Su Twitter ha dichiarato di volersi però dedicare ad "altre sfide e opportunità", abbandonando quell'ambiente universitario. Gli è stata lasciata tuttavia la carica di Presidente dell'"Origin Project", da cui era stato sospeso nel luglio 2018 e di conduttore di The Origins Podcast with Lawrence Krauss.
Krauss è stato altresì criticato per aver un tempo difeso Jeffrey Epstein, condannato per gravi reati sessuali, in quanto Epstein aveva donato 250.000 dollari al Progetto Origins.

### Vita personale
Il 19 gennaio 1980 si sposò con Katherine Kelley, canadese della Nuova Scozia. La figlia Lilli è nata il 23 novembre 1984. Krauss e Kelley si sono separati nel 2010 e hanno divorziato nel 2012. Krauss ha sposato poi Nancy Dahl, australiana-americana, il 7 gennaio 2014.

## Lavori
A livello di fisica teorica, Krauss si occupa principalmente di cosmologia quantistica. Ha lavorato sui concetti di energia oscura, quintessenza, inflazione cosmologica ed energia di punto zero, ed è un critico della teoria delle stringhe, che ha approfondito nel saggio Dietro lo specchio. Inoltre era un critico anche della teoria del bosone di Higgs, fino alla sua scoperta da parte del CERN di Ginevra. Ritiene che la nostra era sia il momento migliore per un cosmologo, per comprendere le leggi fisiche appieno, prima che l'accelerazione allontani le galassie fuori dall'universo osservabile.
È autore di numerosi libri tra cui La fisica di Star Trek; ha inoltre analizzato il concetto di civiltà eterna di Dyson e degli universi paralleli. Secondo i calcoli di Krauss la civiltà eterna come prospettata da Freeman Dyson non può durare per sempre a causa della costante cosmologica (come l'energia oscura o energia del vuoto) e l'unico modo per realizzarla è cercare un universo parallelo all'interno di un multiverso o creare un baby-universo abitabile, manipolando lo spaziotempo grazie alla stessa tecnologia avanzata che avrebbe permesso agli esseri intelligenti di Dyson di sopravvivere alla morte termica.

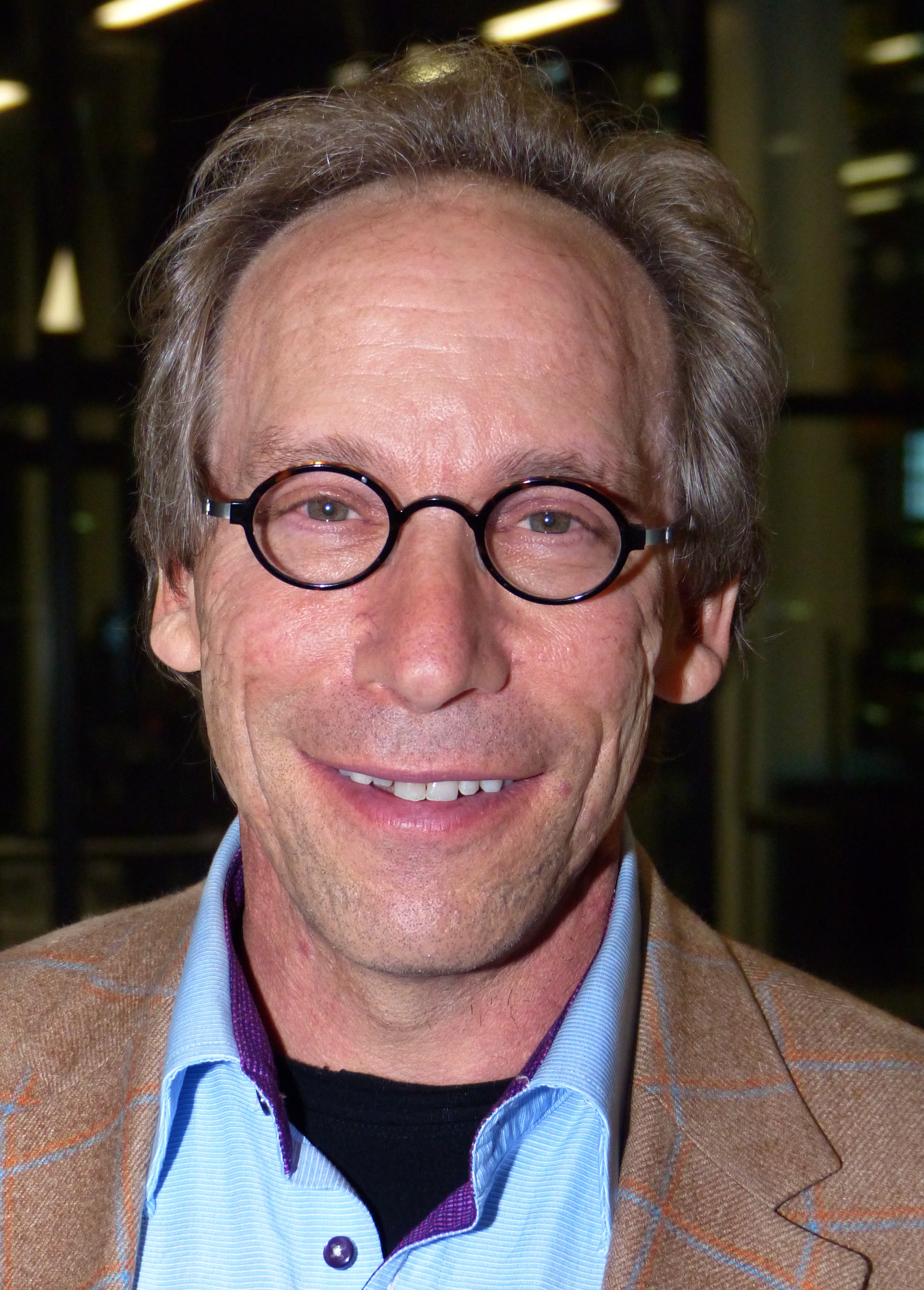
Krauss nel 2013

### L'universo dal nulla
Lawrence Krauss è stato anche avvicinato, come altri cosmologi come Stephen Hawking, al movimento del nuovo ateismo per il libro divulgativo L'universo dal nulla, il quale avrebbe dovuto inizialmente contenere una prefazione scritta dal giornalista Christopher Hitchens, che però era già gravemente malato ed è poi deceduto prima di poterla completare.

Il libro - con postfazione ad opera del biologo neodarwinista e attivista Richard Dawkins che lo paragona a L'origine delle specie di Charles Darwin per il possibile impatto culturale - è a tematica scientifico-filosofica; nonostante Krauss affermi, come Hawking, che il ruolo conoscitivo è passato ormai dalla filosofia alla scienza, in questo libro, come in numerosi interventi, egli si sofferma anche su tematiche esistenziali, ritenendo che la fisica possa rispondere ad alcune domande ontologiche, come quella posta da Leibniz:
(Lawrence M. Krauss)
L'autore spiega come alcune ipotesi scientifiche ed osservazioni recenti nel campo della fisica quantistica e della cosmologia possano fornire una risposta soddisfacente alla domanda su come un intero universo sia potuto apparire dal nulla, rendendo superflue le ipotesi di un intervento esterno. A questo scopo, vengono dapprima illustrati i passi che hanno portato ad alcune scoperte fondamentali, tra cui assumono particolare importanza quelle sull'esistenza della cosiddetta materia oscura e della radiazione cosmica di fondo, e come da una serie di esperimenti dai risultati inizialmente contrastanti sia emersa l'esistenza di una inaspettata forma di energia repulsiva generata dal vuoto, poi denominata energia oscura, già proposta come costante cosmologica da Albert Einstein nelle equazioni di campo della relatività generale, e supportata dalle numerose osservazioni sull'accelerazione dell'espansione dell'universo, che sembrano giustificare l'ipotesi di un universo piatto.
Per la scienza quindi il vero nulla non esiste, sorgerà sempre qualcosa dal vuoto, essendo questa produzione di particelle la sua normale caratteristica a livello quantistico. Krauss afferma, nell'opera e nelle conferenze tenute per la presentazione, che il Big bang sia un'espansione originata da una sorta di "generazione spontanea" e selezione naturale dell'universo in cui viviamo. Egli rigetta quindi il creazionismo e afferma la non necessarietà di un disegno intelligente o dell'evoluzionismo teista causato da un Motore immobile per spiegare il movimento, la mente dell'essere umano, la perfezione delle leggi fisiche e il principio antropico con efficacia, essendo sufficiente per ciò la teoria delle probabilità e la legge dei grandi numeri (in un tempo e spazio molto grande o infinito, non necessariamente lo spaziotempo che conosciamo). Queste idee si basano essenzialmente sulla teoria del falso vuoto quantistico (una teoria di pre-Big bang), sul principio di indeterminazione di Heisenberg (un effetto senza causa) e sulle teorie dell'inflazione eterna e del multiverso.

## Pubblicazioni
- The Fifth Essence (1991) ISBN 0-465-02377-0
- Paura della fisica (Fear of Physics) (1994) ISBN 0-465-02367-3
- La fisica di Star Trek (The Physics of Star Trek) (1995) ISBN 0-465-00559-4
- Oltre Star Trek (Beyond Star Trek) (1998) ISBN 0-06-097757-4
- Il cuore oscuro dell'universo. Alla ricerca della «Quinta essenza» (Quintessence) (2001) ISBN 0-465-03741-0
- Il mondo in un atomo (Atom) (2002) ISBN 0-316-18309-1
- Dietro lo specchio (Hiding in the Mirror) (2005) ISBN 0-670-03395-2
- L'uomo dei quanti. La vita scientifica di Richard Feynman, edizione speciale per Le Scienze numero 513, maggio 2011 (Quantum Man: Richard Feynman's Life in Science, 2010) ISBN 978-0-393-06471-1
- L'Universo dal Nulla. Le rivoluzionarie scoperte che hanno cambiato le nostre basi scientifiche, 2013, Macro Edizioni, postfazione di Richard Dawkins (A Universe from Nothing, 2012, Simon & Schuster) ISBN 978-88-6229-586-4
- The Greatest Story Ever Told-So Far: Why Are We Here? (2017), Atria Books, ISBN 978-1-4767-7761-0
- La fisica del cambiamento climatico (The Pshysics of Climate Change) (2022), Raffaello Cortina Editore, ISBN 978-88-3285-423-7

## Premi principali
- Gravity Research Foundation First prize award (1984)
- Presidential Investigator Award (1986)
- American Association for the Advancement of Science's Award for the Public Understanding of Science and Technology (2000)
- Julius Edgar Lilienfeld Prize (2001)
- Andrew Gemant Award (2001)
- American Institute of Physics Science Writing Award (2002)
- Oersted Medal (2003)
- American Physical Society Joseph P. Burton Forum Award (2005)